# Rex Tillerson
Rex Wayne Tillerson (Wichita Falls, Texas; 23 de marzo de 1952) es un ingeniero civil, empresario, político y diplomático estadounidense, director ejecutivo de Exxon Mobil Corporation entre 2006 y 2016, la quinta mayor empresa atendiendo a su capitalización de mercado. El 13 de diciembre de 2016 Donald Trump anunció que era su elegido para asumir la Secretaría de Estado de Estados Unidos, cargo que ejerció poco más de un año, hasta que fue reemplazado por Mike Pompeo.
Tillerson tiene una amplia experiencia como negociador con diferentes gobiernos del mundo además de ser conocido por su estrecha relación personal con el presidente ruso Vladímir Putin, quien le otorgó en 2013 la medalla al Orden de la Amistad.
Tiene una fortuna estimada en 151 millones de dólares en 2016.
A nivel político, ha defendido el libre comercio y sobre el cambio climático declaró que no estaba claro "hasta qué punto" el ser humano estaba relacionado con él, y que por tanto tampoco estaba claro qué se podía hacer al respecto.

## Primeros años y formación
Nació el 23 de marzo de 1952 en Wichita Falls, es hijo de Patty Sue y Bobby Joe Tillerson. Desde joven perteneció a los Boy Scouts de América alcanzado el máximo nivel (Eagle Scout) en 1965. Recibió el título de ingeniero civil de la Universidad de Texas en Austin en 1975. Durante este tiempo perteneció al Tejas Club y al Longhorn Band. En 2006 fue reconocido como Graduado Distinguido de Ingeniería.

## Trayectoria profesional
Obtuvo su título como ingeniero civil en la Universidad de Texas en Austin antes de unirse a Exxon Company, Estados Unidos en 1975 como ingeniero de producción.
En 1989, se convirtió en gerente general de la división de producción central de Exxon Company U.S.A., responsable de las operaciones de producción de petróleo y gas en una gran parte de Texas, Oklahoma, Arkansas y Kansas.
En 1992 fue nombrado asesor de producción de Exxon Corporation. Tres años más tarde fue nombrado presidente de Exxon Yemen Inc. y Esso Exploration and Production Khorat Inc. y en enero de 1998 fue nombrado vicepresidente de Exxon Ventures (CIS) Inc. y presidente de Exxon Neftegas Limited donde fue responsable de Exxon en Rusia y el Mar Caspio, así como las operaciones del consorcio Sakhalin I en la costa de la isla de Sakhalin, en Rusia.
En diciembre de 1999, fue nombrado vicepresidente ejecutivo de ExxonMobil Development Company. Fue nombrado vicepresidente sénior de Exxon Mobil Corporation en agosto de 2001 y elegido presidente de la corporación y miembro de la junta directiva el 1 de marzo de 2004. Asumió la presidencia y la dirección ejecutiva de la empresa el 1 de enero de 2006.

### Relaciones con Rusia

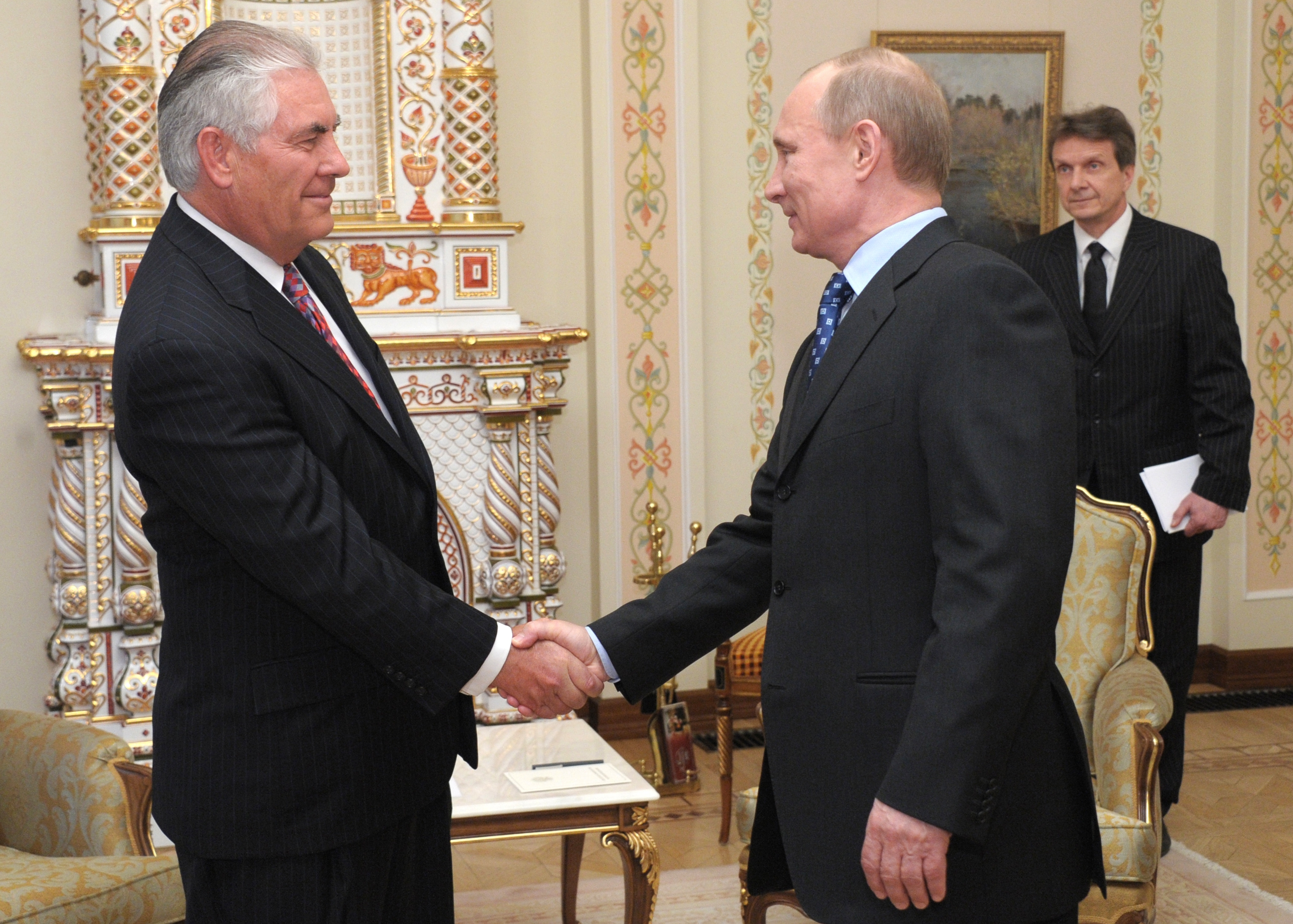
Tillerson y Vladímir Putin en 2012

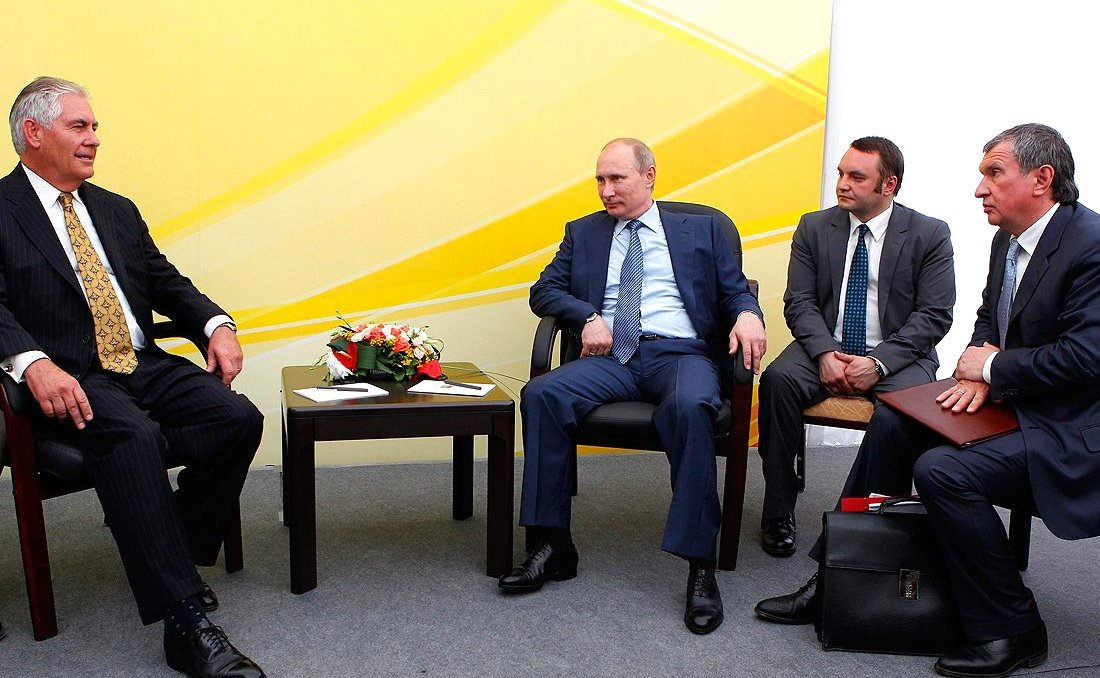
Tillerson con el presidente Putin e Igor Sechin en Tuapse, 2012.

Tillerson lideró la expansión de Exxon en Rusia, un trabajo que según el Wall Street Journal ha marcado su carrera. Desde finales de los 90 cerró acuerdos de prospección en diversas regiones desde el Pacífico Norte, al Mar Negro o el Ártico.
Mantiene una estrecha relación con el presidente ruso Vladímir Putin asociados desde que Tillerson representó los intereses de Exxon en Rusia durante la presidencia de Boris Yeltsin. John Hamre, presidente y director ejecutivo del Centro de Estudios Estratégicos e Internacionales, del que Tillerson es miembro del consejo, afirma que Tillerson "ha compartido más tiempo y conversaciones con Vladímir Putin que probablemente cualquier otra persona de Estados Unidos a excepción de Henry Kissinger".
“Tengo una relación muy estrecha con Putin", dijo en febrero de 2016. No estoy de acuerdo con todo lo que hace, como tampoco con lo que hacen otros líderes, pero entiende que soy un hombre de negocios”. 
Tillerson es amigo de Igor Sechin, líder del grupo Siloviki (relacionado con la seguridad militar) del Kremlin, considerado "la segunda persona más poderosa de Rusia" después del presidente Putin.
En 2011, en nombre de ExxonMobil, Tillerson firmó un acuerdo con Rusia para la perforación en el Ártico que podría ser valorado hasta 300 mil millones de dólares. La compañía comenzó a perforar en el Mar de Kara en el verano de 2014. Las sanciones de Estados Unidos contra Rusia en septiembre de 2014 a causa de la crisis con Ucrania y la anexión rusa de Crimea truncaron el proyecto. Sin embargo a la compañía se le concedió un margen para trabajar hasta el 10 de octubre, lo que permitió el descubrimiento de un importante yacimiento con cerca de 750 millones de nuevos barriles de petróleo para Rusia. Tillerson se posicionó públicamente opuesto a las sanciones impuestas por Estados Unidos a Rusia.
En 2013 el presidente Putin le otorgó la "Orden de la Amistad".

### Relaciones con Irak
En 2011 Tillerson a través de ExxonMobil, firmó un acuerdo para desarrollar plataformas petrolíferas en la región autónoma del Kurdistán iraquí. El acuerdo se realizó al margen de la ley iraquí que prohíbe las relaciones directas de las compañías con la región autónoma.

## Secretario de Estado (2017–2018)

### Nominación y confirmación
El 13 de marzo de 2018, Rex Tillerson fue destituido como Secretario de Estado; fue sustituido por Mike Pompeo.
El presidente Trump habló con dureza de su exministro, llamándolo, entre otras cosas, "un hombre más tonto que una piedra totalmente falto de preparación y no lo suficientemente inteligente para ser Secretario de Estado".

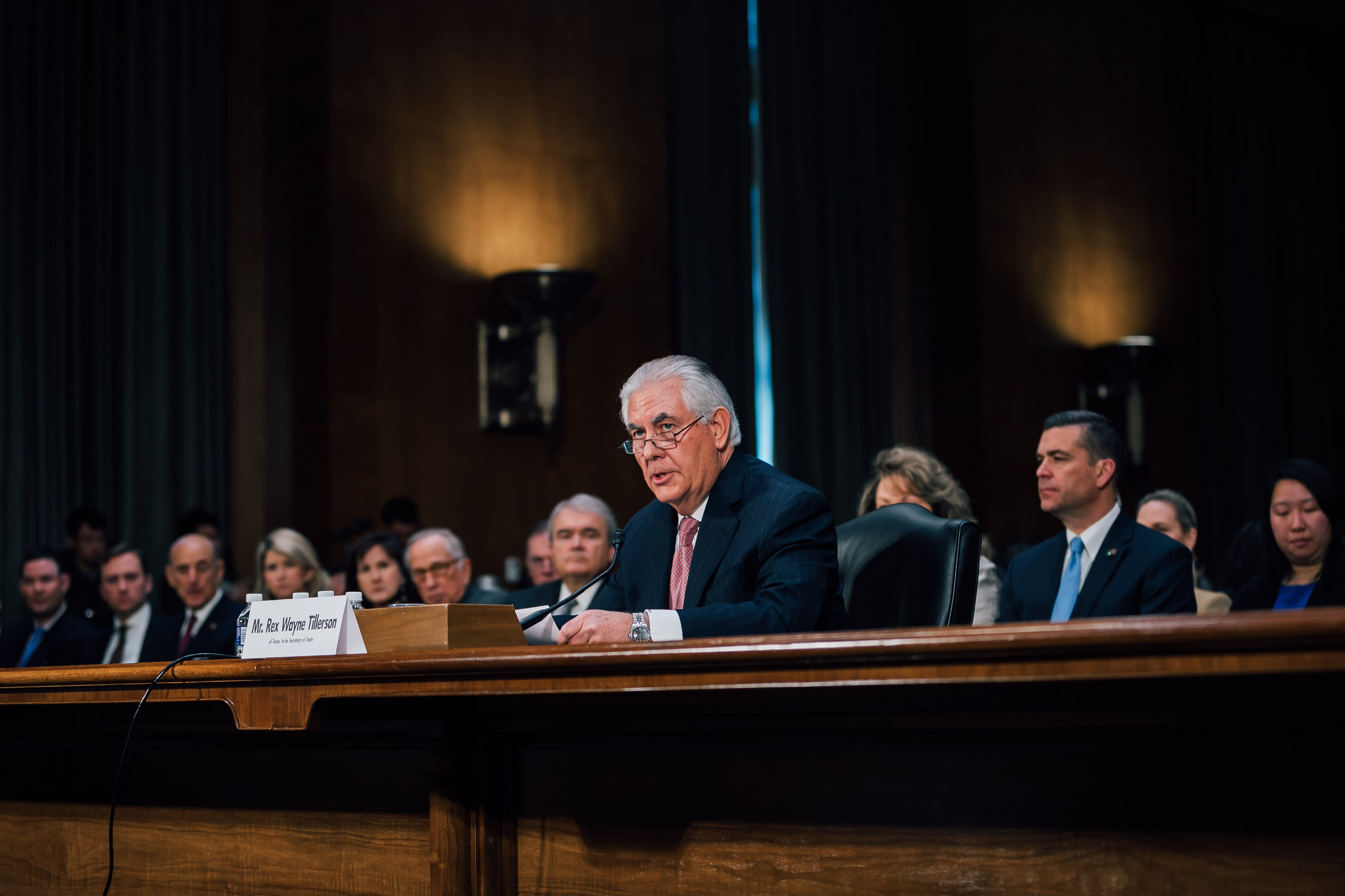
Tillerson en su audiencia de confirmación el 11 de enero de 2017.

## Otras afiliaciones
Tillerson es también administrador del Centro de Estudios Estratégicos e Internacionales y del American Petroleum Institute y miembro de la Mesa Redonda de Negocios. 
Fue miembro del comité ejecutivo de The Business Council entre 2011 y 2012. Ha sido voluntario durante mucho tiempo en los Boy Scouts of America, y de 2010 a 2012 fue el presidente nacional de la organización, su más alta posición no ejecutiva. 
Tras el final de su mandato como presidente de los BSA, permaneció en la Junta Ejecutiva Nacional de la organización. Allí desempeñó un papel significativo en la decisión del consejo tomada en 2013 de eliminar la histórica prohibición de admitir a miembros abiertamente gay. Según el presidente del Centro para Estudios Estratégicos e Internacionales John Hamre, Tillerson fue clave en ayudar al grupo a llegar a un consenso sobre el tema.

## Posiciones políticas

### Oposición a las sanciones
Tillerson ha declarado que "no apoyamos las sanciones, en general, porque no las encontramos eficaces a menos que estén muy bien implementadas de manera integral y eso es algo muy difícil de hacer".

### Cambio climático y tributación del carbono
En 2010, Tillerson dijo que aunque reconocía que los seres humanos estaban afectando al clima a través de las emisiones de gases de efecto invernadero hasta cierto punto, todavía no estaba claro "hasta qué punto y por lo tanto, ¿qué puede hacer al respecto?"
También declaró en claro desafío a los defensores del cambio climático: "El mundo va a tener que continuar usando combustibles fósiles, les guste o no".
En 2009 se posicionó a favor de un impuesto sobre el carbono como "el medio más eficiente de reflejar el costo del carbono en todas las decisiones económicas -desde las inversiones realizadas por las compañías para alimentar sus requerimientos a las opciones de productos hechas por los consumidores".

### Apoyo al Acuerdo Transpacífico de Cooperación Económica (TPP)
En 2013, Tillerson resumió su apoyo al Acuerdo Transpacífico de Cooperación Económica (TPP), declarando en el Foro de Seguridad Global: "Uno de los desarrollos más prometedores en este frente es el esfuerzo continuo para la Asociación Transpacífica ... Las 11 naciones Que han estado trabajando para reducir las barreras comerciales y poner fin a las políticas proteccionistas bajo esta asociación son una mezcla diversa de economías desarrolladas y en desarrollo, pero todos ellos entienden el valor de los mercados abiertos para el crecimiento y el progreso de cada nación"

### Libre comercio
En una intervención en marzo de 2007 durante un evento del Consejo de Relaciones Exteriores, Tillerson dijo:
¿Deberían los Estados Unidos buscar la llamada independencia energética en un esfuerzo elusivo para aislar a este país del impacto de los acontecimientos mundiales en la economía, o deberían los estadounidenses perseguir el camino de la participación internacional, buscando maneras de competir mejor en el mercado global de energía? Al igual que los fundadores del Consejo, creo que debemos elegir el rumbo de un mayor compromiso internacional ... La realidad central es la siguiente: El mercado libre global de energía es el medio más efectivo para lograr la seguridad energética de Estados Unidos, promoviendo el desarrollo de recursos, Nuestros canales de suministro, alentando la eficiencia y estimulando la innovación.

### Regulación gubernamental
En una entrevista con The Wall Street Journal, Tillerson expresó su desacuerdo con la regulación gubernamental, afirmando que "hay mil maneras en las que se puede decir 'no' en este país".

### Educación
En septiembre de 2013, Tillerson escribió un artículo de opinión en The Wall Street Journal defendiendo la iniciativa Common Core.

### Recaudación de fondos y donaciones
Tillerson apoya desde hace años las campañas republicanas. Según los registros de la FEC disponibles en línea, ha dado 442.284,50 dólares en contribuciones directas desde 2003, 72.200 dólares en "contribuciones conjuntas de recaudación de fondos" y 5000 dólares en un Super PAC. Los registros FEC no muestran ninguna contribución de Tillerson a los demócratas durante este período. 
Ha contribuido a las campañas políticas de George W. Bush, así como a Mitt Romney en 2012, y Mitch McConnell. No donó a la campaña de Donald Trump. Donó a la campaña de Jeb Bush durante las primarias republicanas 2016.

### Centro de Estudios Estratégicos e Internacionales
Tillerson forma parte del consejo de administración del Centro de Estudios Estratégicos e Internacionales. [44]

### Consideración como secretario de Estado
Rex Tillerson fue recomendado primero a Trump para el cargo de secretario de Estado por Condoleezza Rice, durante su reunión con Trump a finales de noviembre. La recomendación de Rice de Tillerson a Trump fue respaldada por Robert Gates, tres días después. La especulación con los medios de comunicación de que estaba siendo considerado para el cargo comenzó el 5 de diciembre de 2016. El 9 de diciembre, funcionarios de la transición informaron que Tillerson era el principal candidato superando a Mitt Romney y David Petraeus. Su nombramiento fue supuestamente defendido por Steve Bannon y Jared Kushner.
El 12 de diciembre, el New York Times informó que había sido elegido.

## Capital personal
En 2016 Tillerson declaró ser dueño de 218 millones de dólares de acciones de Exxon además de tener un fondo de pensiones de 70 millones. En 2012 su renta bruta anual era superior a los 40 millones de dólares estadounidenses.

## Controversias

### Exxon investigada por ocultar conclusiones sobre el cambio climático
Tillerson lidera Exxon desde 2006, empresa que en 2016 está investigada por la fiscalía de Nueva York por ocultar durante décadas sus propias conclusiones sobre el efecto humano en el cambio climático y engañar a sus propios accionistas. Durante años la compañía financió a negacionistas del calentamiento global aunque bajo el liderazgo de Tillerson la compañía se alejó aparentemente de ellos.

### Comercio de petróleo con el Kurdistán iraquí
En 2011 lideró operaciones comerciales de desarrollo petrolífero de Exxon en la región autónoma del Kurdistán iraquí negociando con el gobierno autonómico sin la intervención del Gobierno central iraquí vulnerando la ley iraquí.

## Vida personal
Tillerson está casado con Renda St. Clair con quien tiene cuatro hijos.  Vive en Irving, en el Estado de Texas. Es de religión cristiana. En 2012 él y su esposa realizaron una donación de entre 5000 a 10000 dólares a la National Association of Congregational Christian Churches.